# Consejo Mundial de Energía
El Consejo Mundial de Energía, o World Energy Council (WEC, por sus iniciales en inglés) es un aforo global para ideas innovadoras y compromisos tangibles con sede en Londres, Reino Unido. Su misión es la de 'promover el suministro y la utilización sostenible de la energía en beneficio de todos los pueblos'.
El consejo fue fundado alrededor de 1920 por Daniel Nicol Dunlop, con el objetivo de reunir a especialistas de todo el mundo para discutir cuestiones relacionadas con la energía y su uso, actuales y futuras. Organizó en 1923 el primer comité nacional, que a su vez organizó el primer World Power Conference (WPC) en 1924, en Londres, donde participaron 1700 expertos de 40 países. El encuentro fue un suceso y los participantes deciden crear, el 11 de julio de 1924 una organización permanente, que llamaron World Power Conference. Dunlop fue elegido como primer secretario general. En 1968 el nombre fue cambiado a World Energy Conference, y en 1992 se transformó en World Energy Council.
Actualmente el WEC tiene comités en más de 90 países, que representan a más de 3000 organizaciones, incluyendo gobiernos, industrias e instituciones especializadas en la problemática energética.  El Consejo se ocupa de todos los recursos energéticos y sus tecnologías de suministro y demanda.
Las publicaciones del Consejo incluyen un anuario país por país de Energía y Evaluación de la Política Climática y la Investigación de Recursos Energéticos.

## Países miembros[1]
1. África del Sur
2. Albania
3. Argelia
4. Alemania
5. Arabia Saudita
6. Argentina
7. Austria
8. Bélgica
9. Botsuana
10. Brasil
11. Bulgaria
12. Bolivia
13. Camerún
14. Canadá
15. República Checa
16. Chile
17. China
18. Chipre
19. Colombia
20. Congo (República Democrática)
21. Corea
22. Costa de Marfil
23. Croacia
24. Dinamarca
25. Egipto (República Árabe)
26. Emiratos Árabes Unidos
27. Eslovaquia
28. Eslovenia
29. España
30. Estados Unidos
31. Estonia
32. Etiopía
33. Federación Rusa
34. Filipinas
35. Finlandia
36. Francia
37. Gabón
38. Gana
39. Grecia
40. Holanda
41. Hong Kong, China
42. Hungría
43. India
44. Indonesia
45. Irán (Islámica República)
46. Islandia
47. Italia
48. Japón
49. Jordania
50. Kazajistán
51. Kenia
52. Kuwait
53. Líbano
54. Letonia
55. Libia
56. Lituania
57. Luxemburgo
58. Macedonia (República)
59. Marruecos
60. México
61. Mónaco
62. Mongolia
63. Namibia
64. Nepal
65. Níger
66. Nigeria
67. Noruega
68. Nueva Zelanda
69. Pakistán
70. Paraguay
71. Perú
72. Polonia
73. Portugal
74. Catar
75. Reino Unido
76. República Dominicana
77. Rumania
78. Senegal
79. Serbia
80. Siria (República Árabe)
81. Sri Lanka
82. Suazilandia
83. Suecia
84. Suiza
85. Tailandia
86. Taiwán, China
87. Tanzania
88. Tayikistán
89. Trinidad & Tobago
90. Túnez
91. Turquía
92. Ucrania
93. Uruguay

## Congresos de la "World Energy Council"
1. London, 1924
2. Berlín, 1930
3. Washington, 1936
4. London, 1950
5. Vienna, 1956
6. Melbourne, 1962
7. Moscú, 1968
8. Bucarest, 1971
9. Detroit, 1974
10. Istanbul, 1977
11. Munich, 1980
12. New Delhi, 1983
13. Cannes, 1986
14. Montreal, 1989
15. Madrid, 1992
16. Tokio, 1995
17. Houston, 1998
18. Buenos Aires, 2001
19. Sídney, 2004
20. Roma, 2007
21. Montreal, 2010
22. Daegu, 2013
23. Istanbul, 2016
24. Abu Dhabi, 2019

## Secretarios Generales
- 1924 – 1928: Daniel Nicol Dunlop
- 1928 – 1966: Charles Gray
- 1966 – 1986: Eric Ruttley
- 1986 – 1998: Ian Lindsay
- 1998 – 2008: Gerald Doucet
- 2008 - 2009: Daniel Spanchis
- 2009 - hasta hoy: Christoph Frei

## Informe
En 2011 fue publicado un informe con la participación de Oliver Wyman, sobre "Políticas para el futuro: 2011 Evaluación de la energía del país y las políticas climáticas". Los mejor calificados fueron Suiza, Suecia y Francia.